# 후잔트

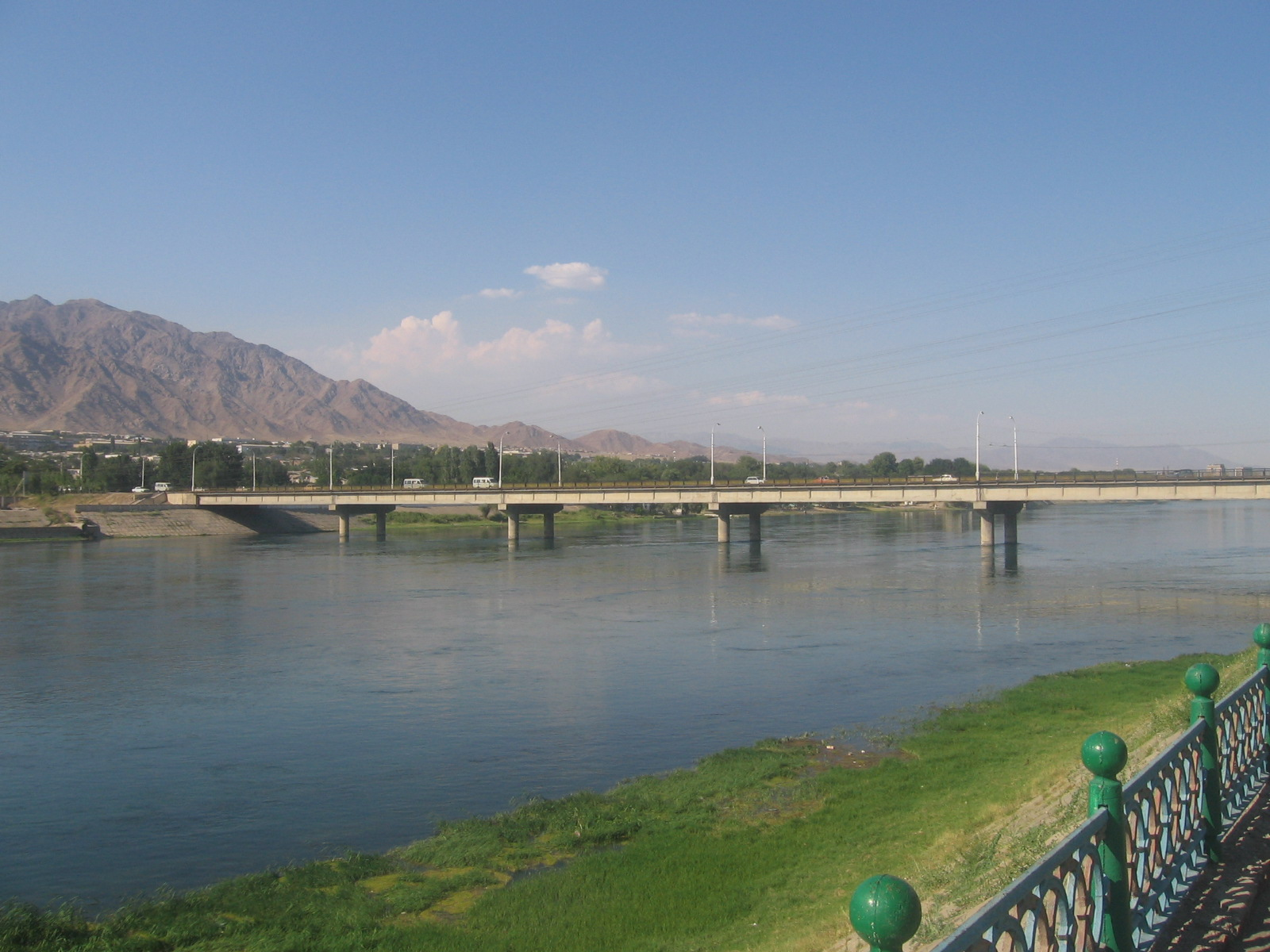
후잔트 일대의 모습

후잔트(타지크어: Хуҷанд, 페르시아어: ,خجند, 러시아어: Худжа́нд, 우즈베크어: Xoʻjand/Хўжанд)는 타지키스탄에서 두 번째로 큰 도시이며 수그드 주의 주도이다. 1939년에는 블라디미르 레닌의 이름을 딴 레니나바트(러시아어: Ленинабад, 타지크어: Ленинобод 레니노보드)라는 이름으로 바뀌었으나 1992년 원래의 이름을 되찾았다. 시르다리야강의 페르가나 분지 입구에 위치해 있으며 2014년 기준 인구는 170,000명이다. 타지키스탄 최북부의 주도이기도 하다. 도시의 범위는 40 km2, 지하철은 2 651.7 km2이다. 사막성 기후이지만 물이 많은 도시이며, 시르강이 흐르며, 인근에는 카이라쿰호가 있다.

## 역사
고전학파 역사학자들은 알렉산더 대왕이 그리스인들을 데려와 이곳에 기원전 329년 식민 도시를 건설했다고 보고 있다. 현재의 후잔트 인근으로 추정되는 이 도시는 당대 토착민들과 잦은 마찰을 야기하며 성장했을 가능성이 높다. 고대를 거쳐 중국의 왕조들과 교류가 이어지면서 실크로드가 지나는 주요 길목이기도 하였다. 고대 그리스인들은 이곳을 "키루스의 도시"라는 뜻이 있는 "키로폴리스(Cyropolis, 라틴어: Kyroúpolis, 그리스어: Κυρούπολις)"로 불렸고, 라틴인들도 키로폴리스로 불렀다.
후잔트와 같은 중앙아시아 도시들은 상당 기간 페르시아 제국에 복속돼 있었으며 현재의 숱한 유물들도 페르시아 왕조, 즉 지금의 이란과 깊은 연관이 있다고 볼 수 있다. 역사적으로도 왕조 내내 유명한 과학자와 시인이 많이 배출된 곳으로 익히 알려져 있었다고 한다. 소그드인들의 대표적인 도시 중 하나이기도 했다.
8세기경 아랍 제국에 의해 철저히 파괴되었으나 그 이후에도 무역로나 국경 일대의 군사적 요충지로서 유지되었고 이때부터 이슬람화가 되었다. 10세기 이후에는 중앙아시아에서의 첫 이란계 국가인 사만 왕조가 들어서면서 사만 왕조의 영토가 되었고, 페르시아계의 영역이 되었다. 그러다가 투르크 제족들의 이주로 투르크인의 통치를 받고 발라사군에서 세워진 카라한 왕조로부터 서요, 화레즘 샤 왕조의 지배를 연속적으로 대부분의 투르크계 이주민들로부터 받게 된다. 1220년부터 몽골족의 침입에 극렬한 저항을 펼쳐야 했기에 후잔트는 심한 핍박과 어려움도 감수해야 했다. 코칸트 칸국이 영향력을 뻗치기 전까지는 차가타이 칸국, 티무르 왕조(Timurid dynasty)의 영향력에 있다가 후에 코칸트 왕국령이 되었다. 1866년 러시아 제국의 침공으로 타지키스탄을 비롯한 중앙아시아 전역이 점령당함에 따라 또 한번의 변혁기를 겪었다. 동시에 그곳에서는 수차례의 봉기나 반란이 나타났었다.
1939년 10월 27일에는 블라디미르 레닌의 이름을 딴 레니나바트로 개명되었지만 소련의 붕괴 이후 원래의 이름을 되찾아 타지키스탄의 영역이 되었다.

## 인구
타지크인, 우즈베크인, 러시아인, 그 외 다른 소수민족들이 있으며, 2010년 이후의 결과 타지크인들은 84%, 우즈베크인들은 14%, 러시아인들은 0.4%, 다른 민족들은 1.6%로 구성되었다. 2016년 이후의 기준으로는 389,400명이 이곳에 거주한다.
.

## 기후
사막 기후가 길며, 여름에는 뜨거우나 여름은 길지 않고, 겨울에는 추운 기후이다.
| 후잔트의 기후                                                                          | 후잔트의 기후 | 후잔트의 기후 | 후잔트의 기후 | 후잔트의 기후 | 후잔트의 기후 | 후잔트의 기후 | 후잔트의 기후 | 후잔트의 기후 | 후잔트의 기후 | 후잔트의 기후 | 후잔트의 기후 | 후잔트의 기후 | 후잔트의 기후 |
| 월                                                                                     | 1월           | 2월           | 3월           | 4월           | 5월           | 6월           | 7월           | 8월           | 9월           | 10월          | 11월          | 12월          | 연간          |
| -------------------------------------------------------------------------------------- | ------------- | ------------- | ------------- | ------------- | ------------- | ------------- | ------------- | ------------- | ------------- | ------------- | ------------- | ------------- | ------------- |
| 역대 최고 기온 °C (°F)                                                                 | 16.6 (61.9)   | 22.1 (71.8)   | 28.8 (83.8)   | 36.5 (97.7)   | 39.9 (103.8)  | 43.5 (110.3)  | 45.9 (114.6)  | 43.8 (110.8)  | 39.8 (103.6)  | 33.8 (92.8)   | 25.0 (77.0)   | 18.9 (66.0)   | 45.9 (114.6)  |
| 일평균 최고 기온 °C (°F)                                                               | 4.2 (39.6)    | 7.2 (45.0)    | 14.9 (58.8)   | 22.3 (72.1)   | 28.6 (83.5)   | 34.2 (93.6)   | 35.7 (96.3)   | 34.1 (93.4)   | 28.8 (83.8)   | 21.0 (69.8)   | 12.3 (54.1)   | 5.9 (42.6)    | 20.8 (69.4)   |
| 일일 평균 기온 °C (°F)                                                                 | 0.9 (33.6)    | 3.3 (37.9)    | 9.7 (49.5)    | 16.1 (61.0)   | 21.9 (71.4)   | 26.9 (80.4)   | 28.6 (83.5)   | 26.8 (80.2)   | 21.4 (70.5)   | 14.4 (57.9)   | 7.5 (45.5)    | 2.5 (36.5)    | 15.0 (59.0)   |
| 일평균 최저 기온 °C (°F)                                                               | −1.6 (29.1)   | −0.3 (31.5)   | 5.5 (41.9)    | 10.7 (51.3)   | 16.2 (61.2)   | 20.4 (68.7)   | 21.9 (71.4)   | 20.1 (68.2)   | 14.9 (58.8)   | 9.1 (48.4)    | 3.8 (38.8)    | −0.1 (31.8)   | 10.1 (50.1)   |
| 역대 최저 기온 °C (°F)                                                                 | −22.8 (−9.0)  | −22.2 (−8.0)  | −13.6 (7.5)   | −3.9 (25.0)   | 0.8 (33.4)    | 8.7 (47.7)    | 10.5 (50.9)   | 7.0 (44.6)    | −1.1 (30.0)   | −6.8 (19.8)   | −18.8 (−1.8)  | −20.0 (−4.0)  | −22.8 (−9.0)  |
| 평균 강수량 mm (인치)                                                                  | 15 (0.6)      | 21 (0.8)      | 26 (1.0)      | 27 (1.1)      | 23 (0.9)      | 6 (0.2)       | 2 (0.1)       | 2 (0.1)       | 3 (0.1)       | 10 (0.4)      | 21 (0.8)      | 17 (0.7)      | 173 (6.8)     |
| 평균 강수일수                                                                          | 11.4          | 11.0          | 12.7          | 12.6          | 12.0          | 6.3           | 4.1           | 2.6           | 3.2           | 6.8           | 7.4           | 10.4          | 100.5         |
| 평균 상대 습도 (%)                                                                     | 77.8          | 75.4          | 64.0          | 56.3          | 48.7          | 34.8          | 33.8          | 38.4          | 43.3          | 55.4          | 75.2          | 76.4          | 56.6          |
| 평균 월간 일조시간                                                                     | 126           | 131           | 168           | 211           | 297           | 358           | 382           | 363           | 300           | 225           | 160           | 106           | 2,827         |
| 출처 1: Pogoda.ru.net (평년값: 1991년~2020년, 극값: 1936년~현재)                       |               |               |               |               |               |               |               |               |               |               |               |               |               |
| 출처 2: 미국 해양대기청 (일조시간: 1961년~1990년), climatebase.ru (강수일수, 상대습도) |               |               |               |               |               |               |               |               |               |               |               |               |               |

## 문화
도시 안에는 후잔트 요새라는 과거의 성이었으나 지금은 성(요새)의 내부는 수그드 역사 박물관이 됐다. 19세기에 지어진 셰이크 무슬리히딘 모슬렘(Sheikh Muslihiddin mausoleum)이라는 큰 마을에 세워진 판즈샨베 바자르(타지크어 : Бозори Панҷшанбе)는 중앙아시아에서 가장 큰 시장이다.

## 자매 도시
- 아제르바이잔 악스타파
- 우즈베키스탄 부하라
- 우즈베키스탄 사마르칸트
- 카자흐스탄 쉼켄트
- 러시아 블라디미르
- 러시아 오렌부르크
- 이란 타브리즈
- 이란 니샤푸르
- 미국 링컨 (네브래스카주)

## 같이 보기
- 에프탈
- 후잔트 공항